# Julia Hoyt
Julia Hoyt (15 de septiembre de 1897 – 31 de octubre de 1955) fue una actriz estadounidense que trabajó en teatro y en películas mudas.

## Primeros años

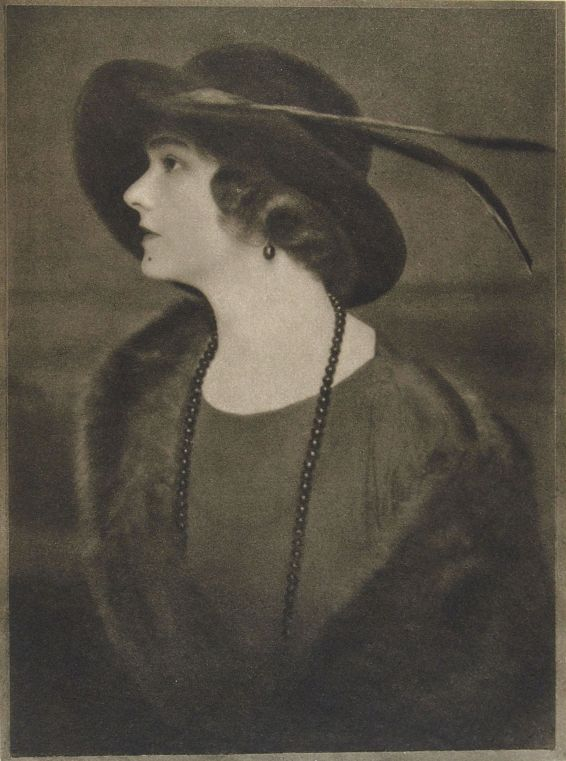
Mrs. Lydig Hoyt, retrato por E.O. Hoppé, 1922

Julia Wainwright Robbins nació en 1897, hija de Julian W. Robbins y Sarah Guthrie (de soltera Jewett) Robbins (1862–1939). Su abuelo Hugh Judge Jewett fue presidente del ferrocarril Erie y congresista por Ohio.

## Carrera
Julia Robbins actuó como debutante en obras benéficas. Participó en películas como The Wonderful Thing (1921), con Norma Talmadge, The Man Who Found Himself (1925) y Camille (1926). Durante la Primera Guerra Mundial, prestó su imagen y su nombre a una campaña de la Cruz Roja estadounidense para el empleo de veteranos discapacitados.
En Broadway, participó en la reposición de The Squaw Man (1921), de Edwin Milton Royle, Rose Briar (1922), de Booth Tarkington, The Virgin of Bethulia (1925), de Gladys Buchanan Unger, The School for Scandal (1925), The Pearl of Great Price (1926), The Dark (1927), Mrs. Dane's Defense (1928), Within the Law (1928) de Bayard Veiller, Sherlock Holmes (1928), Serena Blandish (1929), The Rhapsody (1930) de Louis K. Anspacher, The Wiser they Are (1931) y Hay Fever (1931–32) de Noël Coward, con Constance Collier.
Su negocio de moda, llamado Julia Hoyt Modes, diseñaba vestidos y abrigos que se vendían en grandes almacenes de todo Estados Unidos. Escribió artículos sindicados sobre etiqueta y moda. En 1924, escribió una serie de reportajes sobre un viaje a Europa para el Bridgeport Post.

## Vida personal

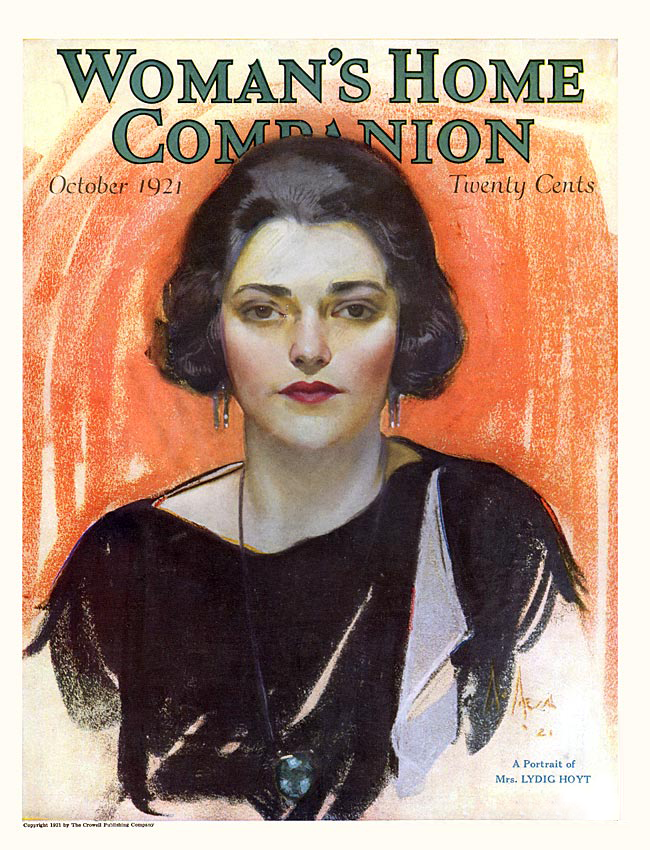
Un retrato de Julia Hoyt por Neysa McMein, en la portada de Woman's Home Companion en 1921.

Julia Hoyt era considerada una gran belleza, y posó para retratos de Paul Helleu, Neysa McMein (para la portada de Woman's Home Companion en 1921 y McCall's en mayo de 1923), John Singer Sargent y Carl Van Vechten.
Julia Robbins se casó tres veces, la primera con el abogado Lydig Hoyt en 1914, como su segunda esposa, cuando tenía 17 años. Tuvieron dos hijos que murieron en la infancia, y se divorciaron en 1924. Más tarde se casó con el actor Louis Calhern en 1927, el mismo año en que coprotagonizaron The Dark en Broadway; se divorció de él en 1932. En 1935 se casó con el ejecutivo cinematográfico Aquila C. Giles.
Hoyt tuvo varios problemas de salud a finales de los años treinta, entre ellos una neumonía en el mar en 1935, y una infección de pecho que requirió la extirpación de costillas. Julia Hoyt Giles murió en 1955 de un ataque al corazón a los 58 años.